# Sabal domingensis
Sabal domingensis е вид растение от семейство Палмови (Arecaceae).

## Разпространение
Видът е разпространен в Испания и Куба.